# Ostereistedt
Ostereistedt er en kommune med godt 900 indbyggere (2013) i Samtgemeinde Selsingen i den nordøstlige del af Landkreis Rotenburg (Wümme), i den nordlige del af den tyske delstat Niedersachsen.

## Geografi
Ostereistedt, der har et areal på 28,5 km² ligger omkring 20 km syd for Bremervörde, og 7 km vest for Zeven. Ikommunen ligger ud over hovedbyen Ostereistedt, landsbyen Rockstedt. I nordøstenden af kommunen løber floden Oste.